# AC Magenta 1945
AC Magenta 1945 (wł. Associazione Calcio Magenta 1945) – włoski klub piłkarski, mający siedzibę w mieście Magenta, w północnej części kraju, grający od sezonu 2017/18 w rozgrywkach Promozione Lombarda.

## Historia
Chronologia nazw:
- 1945: Associazione Calcio Magenta
- 19??: Associazione Calcio Magenta 1945

Klub sportowy AC Magenta został założony w miejscowości Magenta w 1945 roku. W sezonie 1945/46 debiutował w rozgrywkach Prima Divisione Lombarda (D2), zdobywając awans do Serie C. W 1947 klub awansował do Serie B. W 1948 roku w wyniku reorganizacji systemu lig został zdegradowany do Serie C. W 1949 spadł do Promozione Lombarda. W 1950 wrócił na rok do Serie C. W 1952 po kolejnej reorganizacji systemu lig czwarty poziom otrzymał nazwę IV Serie. W 1955 został zdegradowany do Promozione Lombarda (D5), a w 1957 wrócił do IV Serie, która w 1959 została przemianowana na Serie D. W 1961 zespół spadł do Prima Categoria Lombarda, a w 1965 do Seconda Categoria Lombarda. W sezonie 1977/78 zespół zajął 7.miejsce w grupie D Promozione Lombarda. Przed rozpoczęciem sezonu 1978/79 Serie C została podzielona na dwie dywizje: Serie C1 i Serie C2, wskutek czego Promozione została obniżona do szóstego poziomu. W 1989 roku klub spadł do Prima Categoria Lombarda, ale wkrótce wrócił do Promozione Lombarda. W 1992 awansował do Eccellenza Lombarda. W 1995 znów został zdegradowany do Promozione Lombarda. W 1999 po raz kolejny otrzymał promocję do Eccellenza Lombarda. W 2002 został zdegradowany do Promozione Lombarda, aby w 2006 wrócić do Eccellenza Lombarda. Przed rozpoczęciem sezonu 2014/15 wprowadzono reformę systemy lig, wskutek czego Eccellenza awansowała na piąty poziom. W sezonie 2014/15 zajął 13.miejsce w grupie A Eccellenza Lombardia i po przegranych barażach play-out spadł do Promozione Lombarda.

## Barwy klubowe, strój
|  |  |

Klub ma barwy żółto-niebieskie. Zawodnicy domowe spotkania zazwyczaj grają w żółtych koszulkach, niebieskich spodenkach oraz niebieskich getrach.

## Sukcesy

### Trofea międzynarodowe
Nie uczestniczył w rozgrywkach europejskich (stan na 31-05-2020).

### Trofea krajowe
| \| \| Zdobyte trofea w rozgrywkach Włoch (stan na: 31-08-2020) \| |                                                          |      |             |
| Rozgrywki                                                         | Osiągnięcie                                              | Razy | Sezon(y)    |
| · Mistrzostwo                                                     | I miejsce                                                | 0    |             |
| · Mistrzostwo                                                     | II miejsce                                               | 0    |             |
| · Mistrzostwo                                                     | III miejsce                                              | 0    |             |
| · Puchar                                                          | zdobywca                                                 | 0    |             |
| · Puchar                                                          | finalista                                                | 0    |             |
| II liga                                                           | I miejsce                                                | 0    |             |
| II liga                                                           | II miejsce                                               | 0    |             |
| II liga                                                           | III miejsce                                              | 0    |             |
| II liga                                                           | 16.miejsce                                               | 1    | 1947/48 (A) |
| Włochy                                                            | Zdobyte trofea w rozgrywkach Włoch (stan na: 31-08-2020) |      |             |

- Serie C (D3):
  - mistrz (1x): 1946/47 (A)

## Struktura klubu

### Stadion
Klub piłkarski rozgrywa swoje mecze domowe na Stadio Francesco Plodari w mieście Magenta o pojemności 1 tys. widzów.

### Derby
- AC Legnano
- Aurora Pro Patria 1919
- FBC Saronno 1910
- Novara Calcio
- Vigevano Calcio 1921
- ASD Abbiategrasso